# Función zeta de Lefschetz
En el ámbito de las matemáticas, la función zeta de Lefschetz es una herramienta utilizada en la teoría de topología periódica y punto fijo, y sistemas dinámicos para mapear ƒ. La función zeta se define por medio de las series:
{\displaystyle \zeta _{f}(z)=\exp \left(\sum _{n=1}^{\infty }L(f^{n}){\frac {z^{n}}{n}}\right),}
donde L(ƒ n) es el número de Lefschetz del iterando enésimo de ƒ. Esta función zeta es relevante en la teoría topológica periódica porque es un invariante singular que contiene información sobre todos los iterados de ƒ.

## Ejemplos
El mapa de identidad en X posee la siguiente función zeta de Lefschetz:
1/(1 − t)χ(X),
donde χ(X) es la característica de Euler de X, es decir el número de Lefschetz del mapa de identidad.
Un ejemplo menos trivial es el siguiente. Si se considera como espacio el círculo unitario, y sea ƒ su reflexión en el eje x, o expresado de otra manera θ → −θ. Entonces ƒ posee un número de Lefschetz igual a 2, y ƒ2 es el mapa de identidad, que tiene por número de Lefschetz el cero 0. Todos los iterados impares poseen un número de Lefschetz igual a 2, y todos los iterados pares poseen un número de Lefschetz igual a cero 0. Por lo tanto la función zeta de ƒ es
{\displaystyle \zeta _{f}(t)=\exp \sum _{n=1}^{\infty }{\frac {2t^{2n+1}}{2n+1}}.}
Utilizando en el desarrollo la siguiente expresión 
{\displaystyle \zeta _{f}(t)=\exp 2{\Big (}\sum _{n=1}^{\infty }{\frac {t^{n}}{n}}-\sum _{n=1}^{\infty }{\frac {t^{2n}}{2n}}{\Big )}=\exp {\Big (}-2\log(1-t)+\log(1-t^{2}){\Big )}={\frac {1-t^{2}}{(1-t)^{2}}}.}
Se obtiene que esto resulta igual a: 
{\displaystyle \zeta _{f}(t)={\frac {1+t}{1-t}}.}

## Fórmula
Si {\displaystyle f} es un mapa continuo en una variedad compacta {\displaystyle X} de dimensión {\displaystyle n} (o en forma más general todo poliedro compacto), la función zeta queda expresada por la siguiente fórmula
{\displaystyle \zeta _{f}(t)=\prod _{i=0}^{n}\det(1-tf_{\ast }|H_{i}(X,{\mathbb {Q} }))^{(-1)^{i+1}}.}
La cual es una función racional. Los polinomios del numerador y del denominador son esencialmente los polinomios característicos del mapa inducido por {\displaystyle f} en los diversos espacios homólogos.

## Conexiones
Esta función generatriz es esencialmente una forma algebraica de la función zeta de Artin-Mazur, la que provee información geométrica sobre los puntos fijos y periódicos de ƒ.